# Kejsarvar
Kejsarvar (Arnoglossus imperialis) är en bottenfisk i ordningen plattfiskar som finns i östra Atlanten.

## Utseende
Kejsarvaren är en långsmal plattfisk med en ögonsida som har gulbrungrå grundfärg och bruna fläckar. Huvudet har en benkam mellan ögonen. Ryggfenans andra till femte (sjätte hos hanen) fenstråle är tjockare än de övriga och tydligt förlängda. Analfenans bakkant är fläckig, tydligt svartfläckig hos hanarna, gråare och mera odistinkt hos honorna. Längden kan uppgå till 25 cm, men är ofta betydligt mindre.

## Vanor
Arten är en bottenfisk som lever på djup mellan 20 och 350 m (vanligen dock 40 till 200 m) på gyttje-, sand-, snäck- eller korallgrusbottnar. Ett visst fiske förekommer, framför allt med hjälp av trål.

## Utbredning
Kejsarvaren finns i östra Atlanten från Skottland längs kontinentala Europas Atlantkust via västra Medelhavet till Namibia.